# Individual Challenge Cup 2014
Individual Challenge Cup 2014 (ICC 2014) byl VI. ročník mezinárodní soutěže jednotlivců ve field trialu retrieverů, který se konal 9. a 10. prosince 2014 ve Francii poblíž města Rambouillet. Pořadatelem soutěže byl Retriever Club de France (RCF), který je členem Société Centrale Canine (SCC).
Každá členská země mohla vyslat 2 psy. Soutěže se zúčastnilo 26 psů ze 13 zemí. Vítězem se stal Martin Incédi z České republiky se psem Blackthorn Biham před Laurou Lazzaretto z Itálie se psem The Road Runner.

## Rozhodčí
RCF nominoval čtyři rozhodčí.
| Rozhodčí                                                                    |                                    |
| --------------------------------------------------------------------------- | ---------------------------------- |
| \| - Stefano Martinoli - Ton Buijs \| - Steve Polley - Philippe Copiatti \| |                                    |
| - Stefano Martinoli - Ton Buijs                                             | - Steve Polley - Philippe Copiatti |

## Výsledky

### Soutěžící
Seznam soutěžících z jednotlivých zemí (řazeno podle země).
| Vůdce                   | Pes                            | Plemeno |
| ----------------------- | ------------------------------ | ------- |
| Petra Loidl‡            | Lesser Burdock Ansdell         | LR      |
| Kurt Becksteiner        | Denbank Kirky                  | LR      |
| Ivonne Brunold          | Beechdale's Dusty Hazel        | LR      |
| Lydia Goossens          | Rocket Star Geoffrey           | LR      |
| Pieter Vivijs           | Danestone Tweed                | LR      |
| Tanja Thorsen           | Swaine Nidian                  | LR      |
| Danny Fraser            | Fendawood Able                 | LR      |
| Tomi Sarkkinen          | Blackthorn Bion                | LR      |
| Tommy Jansson           | Eagle Owl's Quirinus           | LR      |
| Damien Hamon            | Kik Declic Delhi               | LR      |
| Bruno Julien            | Mistybrook Tuscan              | GR      |
| Anja Heuer              | Golden Shenandoah Hobgoblin    | GR      |
| Jörg Mente              | Gunsight's Dash                | LR      |
| Laura Lazzaretto        | The Road Runner                | GR      |
| Francesco Gislon        | Ocean Black Reef               | LR      |
| Per Lier                | Meadowlark Ballyrush           | LR      |
| Trond Pettersen         | Djurbergas Dikes Flycatcher    | LR      |
| Rinus Heijmans          | Garrethall Quiff               | LR      |
| Rob Schmidt             | Cerbel Ambassador              | LR      |
| Martin Incédi           | Blackthorn Biham               | LR      |
| José Ignacio Ariza Dóiz | D'Fiona du Bois des Chassagnes | LR      |
| Manuel Alonso Fauro     | Braveur Caid                   | LR      |
| Béatrice Loetscher      | Funnyline Fieldquest Sheyenne  | GR      |
| Heike Jansky            | Millershook Anna               | LR      |
| Zsolt Török             | Blackthorn Grus                | LR      |
| Zsolt Böszörményi       | Starcreek Ginger               | LR      |

‡ Obhájce

### Finále
Níže tabulka obsahuje pouze účastníci, kteří byli klasifikováni.
| Poz. | Vůdce                   | Pes                            | Plemeno | Hodnocení   | Tituly     |
| ---- | ----------------------- | ------------------------------ | ------- | ----------- | ---------- |
| 1    | Martin Incédi           | Blackthorn Biham               | LR      | Výborný 1   | CACIT      |
| 2    | Laura Lazzaretto        | The Road Runner                | GR      | Výborný 2   | res. CACIT |
| 3    | Francesco Gislon        | Ocean Black Reef               | LR      | Výborný 3   |            |
|      | Damien Hamon            | Kik Declic Delhi               | LR      | Výborný     |            |
|      | Bruno Julien            | Mistybrook Tuscan              | GR      | Výborný     |            |
|      | Rob Schmidt             | Cerbel Ambassador              | LR      | Výborný     |            |
|      | Trond Pettersen         | Djurbergas Dikes Flycatcher    | LR      | Velmi dobrý |            |
|      | José Ignacio Ariza Dóiz | D'Fiona du Bois des Chassagnes | LR      | Velmi dobrý |            |
|      | Tommy Jansson           | Eagle Owl's Quirinus           | LR      | Velmi dobrý |            |